# Andrew Neel
Andrew Neel (* 1978 in Stowe, Vermont) ist ein US-amerikanischer Filmregisseur und Drehbuchautor.

## Karriere
Neel studierte Film am Columbia College der Columbia University in New York. Nach seinem Abschluss als Bachelor of Arts gründete er 2001 zusammen mit Ethan Palmer, Luke Meyer und Tom Davis das Filmproduktionsunternehmen SeeThink Films.
Nachdem Neel anfänglich bei zwei Dokumentarfilmen Regie führte, worunter sich auch der Film Alice Neel befindet, in welchem er seine Großmutter, die Malerin Alice Neel porträtierte, die für ihr kreatives Schaffen mehrfach ausgezeichnet wurde, folgte 2008 beim Film The Feature als Co-Regisseur seine erste Arbeit an einem Spielfilm, der im Rahmen der Berlinale seine Weltpremiere feierte. Neel wurde 2008 für seine Arbeiten am Film gemeinsam mit Michel Auder beim Copenhagen International Documentary Festival CPH:DOX mit dem New Visions Award ausgezeichnet. 2016 stellt Neel bei der Berlinale seinen Film Goat vor.

## Filmografie
- 2006: Darkon (Dokumentarfilm)
- 2007: Alice Neel (Dokumentarfilm)
- 2008: The Feature (Co-Regie)
- 2009: New World Order (Dokumentarfilm)
- 2012: King Kelly
- 2016: Goat

## Auszeichnungen
- South by Southwest Film Festival 2006: Auszeichnung für Darkon[4]
- Newport Beach Film Festival 2008: Auszeichnung mit dem Publikumspreis für Alice Neel[5]
- Puchon International Fantastic Film Festival 2012: Auszeichnung mit dem Jury's Choice Award für King Kelly
- Zurich Film Festival 2012: Nominierung für das Golden Eye für King Kelly
- Sundance Film Festival 2016: Nominierung für den Grand Jury Prize für Goat[6]